# 1959 코파 델 헤네랄리시모 결승전
1959 코파 델 헤네랄리시모 결승전(스페인어: La Final de la Copa del Generalísimo de 1959)은 현재 코파 델 레이로 알려진 스페인 컵대회의 55번째 결승전이다. 이 경기는 1959년 6월 21일, 마드리드의 산티아고 베르나베우에서 열렸고, 바르셀로나가 그라나다를 4-1로 이기고 우승을 거두었다.

## 상세 경기 정보
| 바르셀로나                                      | 4–1               | 그라나다   |
| ----------------------------------------------- | ----------------- | ---------- |
| E. 마르티네스 2′ · 코치시 10′, 76′ · 테하다 67′ | 리포트 (스페인어) | 카란사 58′ |

| 바르셀로나:     |    |                       |
|                 |    |                       |
| GK              | 1  | 페드로 에스트렘스     |
| DF              | 2  | 페란 올리베야         |
| DF              | 3  | 로드리                |
| DF              | 4  | 시그프리드 그라시아   |
| MF              | 5  | 엔리크 헨사나         |
| MF              | 6  | 주안 세가라 (주장)    |
| FW              | 7  | 후스토 테하다         |
| FW              | 8  | 코치시 샨도르         |
| FW              | 9  | 에울로히오 마르티네스 |
| FW              | 10 | 루이스 수아레스       |
| FW              | 11 | 라몬 비야베르데       |
| 감독:           |    |                       |
| 엘레니오 에레라 |    |                       |

| 그라나다:   |    |                          |
|             |    |                          |
| GK          | 1  | 라파엘 피리스            |
| DF          | 2  | 호세 베세릴              |
| DF          | 3  | 비센테 디아스 (주장)     |
| DF          | 4  | 마누엘 라라베이티        |
| MF          | 5  | 라모니                   |
| MF          | 6  | 호세 마리아 페예헤로     |
| FW          | 7  | 후안 바스케스            |
| FW          | 8  | 라몬 카란사              |
| FW          | 9  | 로렌                     |
| FW          | 10 | 후안 아르만도 베나비데스 |
| FW          | 11 | 아르세니오 이글레시아스  |
| 감독:       |    |                          |
| 컬마르 예뇌 |    |                          |